# Верхній Починок (Міжріченський район)
Верхній Почи́нок (рос. Верхний Починок) — присілок у складі Міжріченського району Вологодської області, Росія. Входить до складу Сухонського сільського поселення.
Присілок існував у радянські часи, потім був ліквідований. Відновлений 2012 року.